# セルフィッシュガール
Selfish Girl!（セルフィッシュガール）は、埼玉県朝霞市、新座市、志木市、和光市で放送されているコミュニティFMラジオ局「775ライブリーFM」にて、2022年9月から放送されているラジオ番組。
水曜19時からの1時間枠で放送されている。再放送は金曜26時から。

## 解説
バンド「KONSOME+」のボーカルもえみと、「ストロボサイダー」のボーカルkanaeの二人がパーソナリティを務める。番組の前半は「775エリアアドベンチャー」として、775エリア（朝霞、新座、志木、和光）内にある飲食店、プレイスポット等を二人が直接訪ねて体験リポート。後半はテーマに基づいたリスナーからのメッセージを元にトークする。
775エリアアドベンチャーのコーナーでは番組開始より毎週ほぼ欠かさず飲食店、プレイスポットなどへ訪問しての体験トークを続けており、2025年7月末時点で実際に足を運んだ取材先は約150件に上る。（以下、訪問先およびトークテーマ一覧を参照のこと）
| セルフィッシュガール アドベンチャー＆トークテーマ一覧 |       |                                                           |                                              |
|                                                       | 日付  | エリアド先                                                | トークテーマ                                 |
| 2022年                                                |       |                                                           |                                              |
| 1                                                     | 9/7   | オープニング                                              | ラッキーチャンスとOMG                        |
| 2                                                     | 9/14  | 珈琲八十館                                                | 楽しみにしていること                         |
| 3                                                     | 9/21  | 喫茶プーポ                                                | 最近の推し                                   |
| 4                                                     | 9/28  | 新倉うどんひろとみ                                        | 涼しくなったらしたいこと                     |
| 5                                                     | 10/5  | 田中屋菓子舗                                              | 心ゆさぶられた瞬間                           |
| 6                                                     | 10/12 | 麺屋 樹真                                                 | 理想のセカンドライフは？                     |
| 7                                                     | 10/19 | 新座農産物直売センター                                    | 好きなお酒とシチュエーション                 |
| 8                                                     | 10/26 | 新座名物人参うどん                                        | あなたの勝負メシは？                         |
| 9                                                     | 11/2  | 洋食 馬（ひだりうま）                                     | やめたい悪習慣                               |
| 10                                                    | 11/9  | 喫茶ルビー                                                | 年内の目標／やり残したこと                   |
| 11                                                    | 11/16 | 中華料理あづま家                                          | 急に明日休みになったらなにする？             |
| 12                                                    | 11/23 | 平林寺                                                    | 朝ごはんパン派？ごはん派？                   |
| 13                                                    | 11/30 | 沖縄トーク思い出がいっぱい                                | 好きな麺類は？                               |
| 14                                                    | 12/7  | 武蔵野手打ちうどん和                                      | 自分にプレゼントしたいものは？               |
| 15                                                    | 12/14 | イズミヤコーヒースタンド                                  | お薦めのアプリは？                           |
| 16                                                    | 12/21 | co-mame（コマメ）ベーカリー                               | クリスマスグルメ                             |
| 17                                                    | 12/28 | 朝霞駅前イルミネーション冬のあかりテラス                  | 2022年の思い出                               |
|                                                       |       |                                                           |                                              |
| 2023年上期                                            |       |                                                           |                                              |
| 18                                                    | 1/4   | ナナコマーケット予告                                      | 新年の目標                                   |
| 19                                                    | 1/11  | 和光樹林公園                                              | 私的パワースポット                           |
| 20                                                    | 1/18  | 居酒屋にんじん＆朝霞シンボルロードでイルミネーション      | 健康の為に気を付けていること                 |
| 21                                                    | 1/25  | ナナコマーケット参加報告                                  | 家での過ごし方                               |
| 22                                                    | 2/1   | こころ菓子ほそや＆居酒屋中々                              | 好きな香り思い出の香り                       |
| 23                                                    | 2/8   | やきとりにしだ家                                          | 理想のデートプラン                           |
| 24                                                    | 2/15  | スタジオアベル＆中華そば幻六                              | アイラブミーなところ                         |
| 25                                                    | 2/22  | ダチョウ牧場並木屋（閉店）                                | 受験の思い出                                 |
| 26                                                    | 3/1   | セルガフェス報告                                          | 好きなパン                                   |
| 27                                                    | 3/8   | 炭火煎コーヒー銭洲亭                                      | もらって嬉しいおみやげ                       |
| 28                                                    | 3/15  | うどん処おはな                                            | 卒業式の思い出                               |
| 29                                                    | 3/22  | アサカベーカリー                                          | 春を感じるとき                               |
| 30                                                    | 3/29  | ミフネ                                                    | 飼いたいペット                               |
| 31                                                    | 4/5   | 新倉ふるさと民家園                                        | 眠いときの対策                               |
| 32                                                    | 4/12  | 麺屋てつ蔵                                                | 新年度にまつわるエピソード                   |
| 33                                                    | 4/19  | 珈琲ツーテンジャック                                      | 漫画アニメこのシーンこのセリフ               |
| 34                                                    | 4/26  | ここ行きたいな！をプレゼン                                | お風呂の過ごし方                             |
| 35                                                    | 5/3   | つけめん番長銀                                            | ありがとう以外で嬉しい一言                   |
| 36                                                    | 5/10  | 焼肉さんあい                                              | 頑張ったと思えること                         |
| 37                                                    | 5/17  | イタリア料理ロッソフィーロ＆八十館でテイクアウト          | 持ち歩いているもの                           |
| 38                                                    | 5/24  | ゲストRickyさんソロデビュー                               | 愛を感じるとき                               |
| 39                                                    | 6/7   | スクーターランド埼玉(閉店）                               | 雨の日のすごしかた                           |
| 40                                                    | 6/14  | 新河岸川あじさいロード                                    | 日々の些細な楽しみ                           |
| 41                                                    | 6/21  | 酒場弥次郎兵衛                                            | なんとなく捨てられないもの                   |
| 42                                                    | 6/28  | ベーカリー&カフェDAISY志木店                              | 三日坊主で終わったこと                       |
|                                                       |       |                                                           |                                              |
| 2023年下期                                            |       |                                                           |                                              |
| 43                                                    | 7/5   | OIMOBIYORI TOKIDOKI FRUITS                                | オススメの漫画2023                           |
| 44                                                    | 7/12  | 朝霞市博物館                                              | 2023年上半期の思い出                         |
| 45                                                    | 7/19  | カフェuraraka                                             | この夏にやりたいこと                         |
| 46                                                    | 7/26  | 朝霞市健康増進センターわくわくどーむ                      | 夏の暑さ対策                                 |
| 47                                                    | 8/2   | 酒場バルーチョ和光店                                      | すぐなくしちゃうもの もえみツイ凍結          |
| 48                                                    | 8/9   | やきとん屋スイスイスーさん                                | 心or身体が疲れたときのおすすめ               |
| 49                                                    | 8/16  | 和栗専門店 美むら                                         | 夏の恒例行事                                 |
| 50                                                    | 8/23  | 彩夏祭を振りかえる                                        | 私の無駄な特技                               |
| 51                                                    | 8/30  | 芳醇煮干麺 樹                                             | kanaeにお祝い＆最近笑顔になったこと          |
| 52                                                    | 9/6   | 小料理十人十色                                            | 好きなスイーツ                               |
| 53                                                    | 9/13  | 南仏菓子パパピニョル                                      | 最近いった場所                               |
| 54                                                    | 9/20  | かつをぶし池田屋                                          | 部屋を借りるときに重視するところor理想の部屋 |
| 55                                                    | 9/27  | メゾンドプルミエ                                          | 死ぬまでに行きたい観光地                     |
| 56                                                    | 10/4  | どうでしょうキャラバン報告                                | 好きな動物                                   |
| 57                                                    | 10/11 | リカーショップYOSHIDA                                     | ○○の秋エピソード                             |
| 58                                                    | 10/18 | 和光農産物直売センター                                    | お薦めの冷凍食品                             |
| 59                                                    | 10/25 | kondoコーヒースタンド                                     | ワクワクする所                               |
| 60                                                    | 11/1  | 喫茶店キトリ                                              | 寝る前に何考えてるorルーティン               |
| 61                                                    | 11/8  | うどんパスタ クロシェットドゥボワ                         | お気に入りの便利グッズ                       |
| 62                                                    | 11/15 | 酒屋三埼屋＆雑貨清水商店                                  | 今継続していることある？                     |
| 63                                                    | 11/22 | セルガバー報告スペシャル                                  | 今贅沢してるなぁと思うとき                   |
| 64                                                    | 11/29 | ちゃんぽん長崎亭                                          | お気に入りの文房具教えて                     |
| 65                                                    | 12/6  | 焼き菓子tekuteku                                          | コンサートやライブの思い出                   |
| 66                                                    | 12/13 | 酒場つるや北朝霞台店                                      | 無印良品のお薦めor気になっているもの         |
| 67                                                    | 12/20 | 川越散策1～熊野神社                                       | 好きな鍋か鍋料理                             |
| 68                                                    | 12/27 | 川越散策2～茶そば寿庵 蔵のまち店＆川越氷川神社            | 2023年の思い出                               |
|                                                       |       |                                                           |                                              |
| 2024年上期                                            |       |                                                           |                                              |
| 69                                                    | 1/3   | やまとごころ川越＆ききざけ処 昭和蔵                       | 2024年の抱負                                 |
| 特番                                                  | 1/4   | 武州白子熊野神社＆たい焼き純な                            | 新年6時間アメラジでkanaeソロアドベンチャー   |
| 70                                                    | 1/10  | お肉屋さんが『君に、焼いて揚げる。』                      | 好きなごはんのお供                           |
| 71                                                    | 1/17  | 酒場バルーチョ朝霞台店と八十館                            | 大人になっちゃったなーと感じること           |
| 72                                                    | 1/24  | 武州白子熊野神社＆たい焼き純な（Kanaeソロ再）             | おすすめの映画                               |
| 73                                                    | 1/31  | かつをぶし池田屋（再訪）                                  | 好きなアテ                                   |
| 74                                                    | 2/7   | お箸ビストロ SUIREN                                       | カッコイイと憧れる職業                       |
| 75                                                    | 2/14  | 朝霞産業フェア（朝霞市産業文化センター）                  | アイラブユーなところ                         |
| 76                                                    | 2/21  | 朝霞産業フェア（朝霞市産業文化センター）                  | 買ってみて一度も後悔したことのないグッズ     |
| 77                                                    | 2/28  | 朝霞コーラスワークショップ                                | ちょっと頑張っていること                     |
| 78                                                    | 3/6   | セルガバーパート２報告                                    | ダイエットの思い出                           |
| 79                                                    | 3/13  | かなえ＆もえみライブ報告                                  | 好きな食パンの食べ方                         |
| 80                                                    | 3/20  | 柏食堂                                                    | ニトリのオススメ商品                         |
| 81                                                    | 3/27  | 和光散歩 氷川八幡神社＆野菜直売＆喫茶ルビー               | お花見で食べたいもの                         |
| 82                                                    | 4/3   | 須藤酒店                                                  | 最近、あ〜幸せ♫と感じたことは？              |
| 83                                                    | 4/10  | ぴよこキッチン                                            | 家の中で一番お気に入りのもの                 |
| 84                                                    | 4/17  | 黒目川ピクニックと花祭り（朝霞市産業文化センター）        | 好きな副菜は？                               |
| 85                                                    | 4/24  | あさかのビストロ Boco                                     | 私の悪い癖                                   |
| 86                                                    | 5/1   | ごはんと。                                                | 小学生のころハマったもの                     |
| 87                                                    | 5/8   | 朝霞シンボルロードで775マーケット                         | 私のストレス解消法                           |
| 88                                                    | 5/15  | グリーンスーパー橋本                                      | 誰もが一度はしてしまう失敗                   |
| 89                                                    | 5/22  | イタリア料理店ロニョッコ                                  | 好きな卵料理                                 |
| 90                                                    | 5/29  | セルガバーパート３報告                                    | 体を動かしたいときのおすすめ                 |
| 91                                                    | 6/5   | 炭火焼料理と旬の食材 個室居酒屋 四季の里 朝霞台           | ついコンビニで買っちゃうもの                 |
| 92                                                    | 6/12  | 喫茶うずまき                                              | 日常生活の中でめんどくさいこと               |
| 93                                                    | 6/19  | やわら寿し                                                | 結婚式にまつわるエピソード                   |
| 94                                                    | 6/26  | 食珈茶菓酒 すわん                                         | 上半期の振り返り！                           |
|                                                       |       |                                                           |                                              |
| 2024年下期                                            |       |                                                           |                                              |
| 95                                                    | 7/3   | ミソラ食堂                                                | 最近 涙したことは？                          |
| 96                                                    | 7/10  | 仙台遠征～ひょうたん焼き、牡蠣カレーパン、ずんだシェイク  | お気に入りのアイスは？                       |
| 97                                                    | 7/17  | クオッカ                                                  | 好きな漫画2024                               |
| 98                                                    | 7/24  | おとうさんのぱんや                                        | お祭りで食べたいもの・エピソード             |
| 99                                                    | 7/31  | 志木散策 煎遊志木店～米と葡萄MioGusto～韓国家庭料理いもや | サイゼリヤの好きなメニューやエピソード       |
| 100                                                   | 8/7   | 幸音珈琲                                                  | 最近のマイブームは？                         |
| 101                                                   | 8/14  | 天ぷらとそばと酒ツクシ朝霞台店                            | ソロ活した話                                 |
| 102                                                   | 8/21  | 彩夏祭報告                                                | 好きなお菓子                                 |
| 103                                                   | 8/28  | ボディメイクサロンRiri                                    | Kanaeにお祝い＆誕生日のエピソード            |
| 104                                                   | 9/4   | 鰻の成瀬志木店                                            | QOLが上がったもの                            |
| 105                                                   | 9/11  | 炭焼きイタリアン酒場toto                                  | 好きな主菜は？                               |
| 106                                                   | 9/18  | CHIENOWA BASE                                             | ちょっと得意気に思ってること                 |
| 107                                                   | 9/25  | タナカ90                                                  | 最近、初体験したこと                         |
| 108                                                   | 10/2  | 塊肉とワイン                                              | 家で秋を満喫する方法                         |
| 109                                                   | 10/9  | 775マーケット前編～ライブとバザー                         | この秋に買いたいもの                         |
| 110                                                   | 10/16 | 775マーケット後編～totoでファンミ                         | 栄養を摂るために気を付けていることは         |
| 111                                                   | 10/23 | 朝霞サウナ和                                              | おすすめのサブスクは                         |
| 112                                                   | 10/30 | LAKIAショップ                                             | 好きな炭酸は                                 |
| 113                                                   | 11/6  | 焼肉塩梅                                                  | あのときは大変だったエピソード               |
| 114                                                   | 11/13 | イタリアン食堂アルカティ                                  | 好きなお弁当のおかずは？                     |
| 115                                                   | 11/20 | ピッツェリアショシャンモッカ                              | 何でも願いが一つ叶うなら何を願う？           |
| 116                                                   | 11/27 | POLA朝霞店                                                | 2024年にやり残したことは？                   |
| 117                                                   | 12/4  | ケーキハウスＣ・Ｃ                                        | 好きな四字熟語は？                           |
| 118                                                   | 12/11 | 玄徳寿司                                                  | 無駄遣いしちゃったなってもの                 |
| 119                                                   | 12/18 | 沖縄スペシャル                                            | 今年の漢字一文字                             |
| 120                                                   | 12/25 | ふりかエリアド                                            | サンタさんにもらいたいもの                   |
|                                                       |       |                                                           |                                              |
| 2025年上期                                            |       |                                                           |                                              |
| 121                                                   | 1/1   | トランポランド埼玉                                        | 2025年の抱負は？                             |
| 122                                                   | 1/8   | ジェラテリアリモーネ                                      | うまく言えないや、なこと                     |
| 123                                                   | 1/15  | ボクシングスタジオ1020                                    | 最近気になって調べたこと                     |
| 124                                                   | 1/22  | りっくんランド                                            | 好きなカレーは？                             |
| 125                                                   | 1/29  | 浅草スペシャル                                            | アルバイトの話                               |
| 126                                                   | 2/5   | 775マーケットスペシャル                                   | 笑顔になれた出来事                           |
| 127                                                   | 2/12  | 居酒屋三福                                                | 私の兄妹自慢&こんな兄妹欲しかった            |
| 128                                                   | 2/19  | セルガバースペシャル                                      | 私にとっての「戦い」                         |
| 129                                                   | 2/26  | 坂の下珈琲                                                | 移動中の過ごし方                             |
| 130                                                   | 3/5   | 美虎寿司                                                  | 好きなインスタントラーメンは                 |
| 131                                                   | 3/12  | ミフネ（再訪）                                            | わたしの節約術                               |
| 132                                                   | 3/19  | サイホン珈琲の店 夕月                                     | 音楽にまつわるエピソード                     |
| 133                                                   | 3/26  | アメリカン雑貨KOUKISIN                                    | 私がやってるスマホアプリゲーム               |
| 134                                                   | 4/2   | CAFE Robin post                                           | 好きな和菓子                                 |
| 135                                                   | 4/9   | 100えんハウスレモン                                       | 自分の信じているもの                         |
| 136                                                   | 4/16  | 炭酒場カミナリ屋                                          | 今ワクワクしていること                       |
| 137                                                   | 4/23  | ゲートキャンプバーガー                                    | 好きなビールとおつまみ                       |
| 138                                                   | 4/30  | ゲストメリーコーラス                                      | おすすめの本or最近買った本                   |
| 139                                                   | 5/7   | 775マーケット報告                                         | 好きな粉もん                                 |
| 140                                                   | 5/14  | 一献朝霞台店と黒目川お花見                                | 机の上にあるもの                             |
| 141                                                   | 5/21  | ラヴィエベル                                              | 好きなお茶                                   |
| 142                                                   | 5/28  | ガリレオ八兵衛                                            | 花火の思い出                                 |
| 143                                                   | 6/4   | 中華蕎麦 瑞山                                             | 価値観が変わったこと                         |
| 144                                                   | 6/11  | セルフィッシュガールバーpart5報告                         | 雨や傘のエピソード                           |
| 145                                                   | 6/18  | 塩味醤油醸造                                              | 好きなおにぎりの具                           |
| 146                                                   | 6/25  | 加須市釜屋 力士蔵祭り2025                                 | 詰め替えながら使っているもの                 |
|                                                       |       |                                                           |                                              |
| 2025年下期                                            |       |                                                           |                                              |
| 147                                                   | 7/2   | ラ・パスタ陶 和光店                                       | この夏やりたいこと                           |
| 148                                                   | 7/9   | サンリオピューロランド                                    | 上半期印象に残っている出来事                 |
| 149                                                   | 7/16  | THAIFOOD エリナ                                           | 好きな駅弁は                                 |
| 150                                                   | 7/23  | メイ セレクトストーンハンドメイドショップ                 | これは運命だと思った出来事                   |
| 151                                                   | 7/30  | 青森遠征                                                  | 食わず嫌いしているもの（していたもの）       |